# بوئساکو
بوئساکو (به اسپانیایی: Buesaco) یک سکونتگاه مسکونی در کلمبیا است که در بخش نارینیو واقع شده‌است.